# UTC+10:30
UTC+10:30 — часовой пояс для:

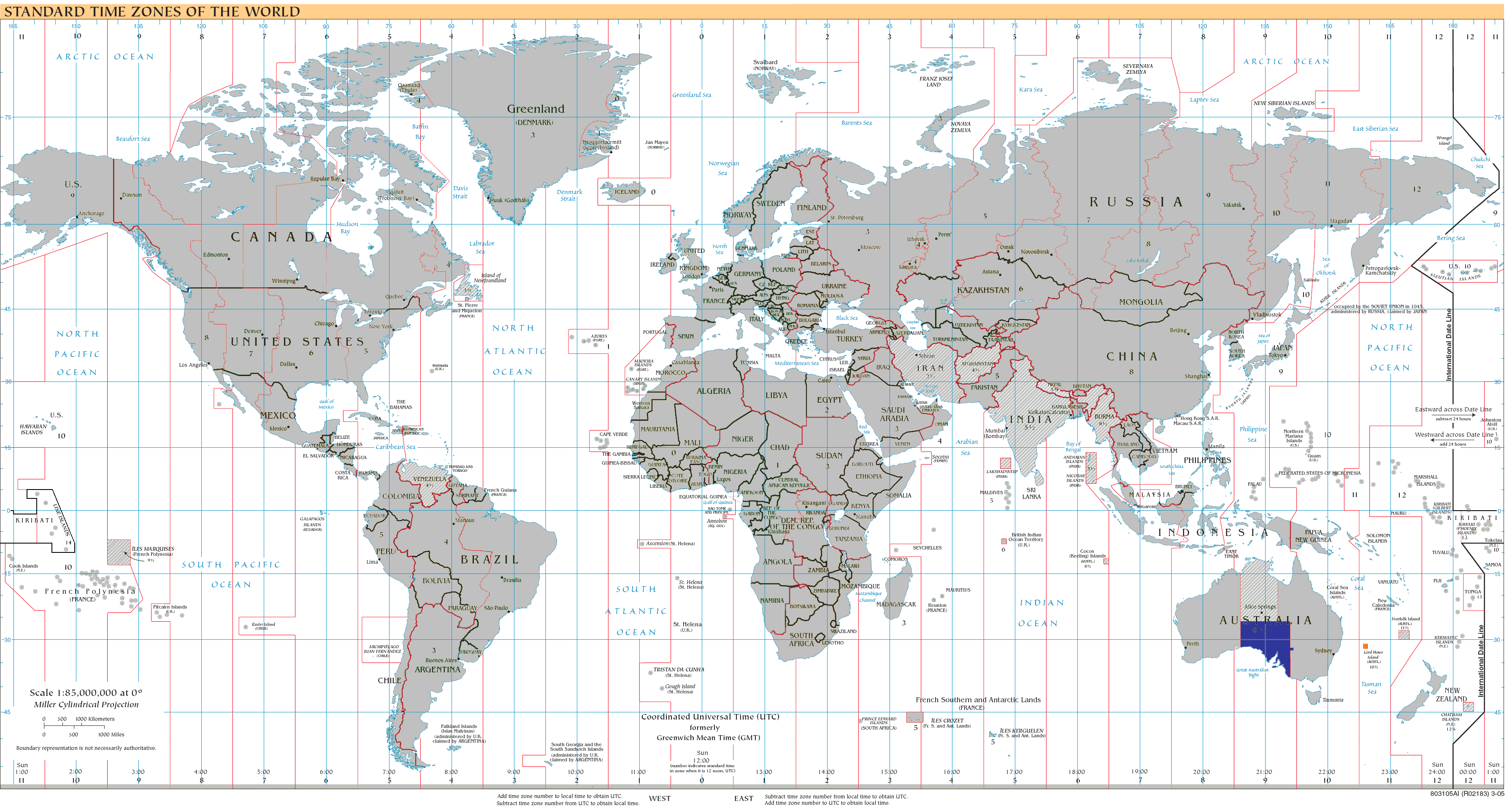
UTC+10:30 на карте часовых поясов мира:
синим — зона UTC+10:30 летом (ноябрь-март) в Южном полушарии;
оранжевым — зона UTC+10:30 зимой (апрель-октябрь) — остров Лорд-Хау

- Австралия (ACST — Australian Central Standard Time)

## Летом в Южном полушарии (ноябрь-март)
- Австралия (часть):
  - штат Новый Южный Уэльс (часть):
    - город Брокен-Хилл и весь округ Янковинна (англ. Yancowinna County)

  - штат Южная Австралия

## Зимой в Южном полушарии (апрель-октябрь)
- Австралия (часть):
  - остров Лорд-Хау (летом — UTC+11)